# Condado de Down
El condado de Down (en irlandés: Contae an Dúin) es uno de los seis condados de Irlanda del Norte, Reino Unido. La capital del condado es Downpatrick, aunque la ciudad más grande es Bangor. Pertenece a la provincia tradicional del Úlster (Cúige Uladh en irlandés) y limita al norte con el condado de Antrim (Contae Aontrama en irlandés), con el mar de Irlanda al este y con el condado de Armagh (Contae Ard Mhacha en irlandés) al oeste.
Los colores del condado, rojo y negro, son utilizados en banderas y en eventos nacionales.

## Monumentos y lugares de interés
Un lugar de interés del Condado de Down es "la ciudad de Brontë", llamada así por el nacimiento en este mismo lugar de Patrick Brontë, padre de Anne, Charlotte y Emily Brontë. El lugar se llamaba, originalmente, Prunty.
Down es, también, hogar de Exploris, el acuario de Irlanda del Norte, localizado en Portaferry, a orillas de lago Strangford, en la península de Ards.
"La posada vieja", en Crawfordsburn es una de las posadas más antiguas de Irlanda, con registros que datan de 1614; muchos famosos han estado allí, entre ellos Jonathan Swift, Dick Turpin, Pedro I de Rusia, Lord Tennyson, Charles Dickens, Anthony Trollope o C. S. Lewis, y presidentes de los Estados Unidos, como George Bush.

## Geografía
En el condado de Down se encuentran los montes de Mourne, formadas principalmente por granito. El pico Slieve Donard, con 848 metros es el pico más grande de dicha cadena de montañas (y de Úlster). Otro pico importante es Slieve Croob (532 metros), donde nace el río Lagan.
Además, el condado contiene dos penínsulas: la península de Ards, ya mencionada, y la península de Lecale.
Down cuenta con una extensa línea de costas en Belfast al norte y en Calingford, al sur.
Respecto al límite con el condado de Antrim, el río Lagan forma la mayor parte de dicha frontera, constituyendo una frontera natural. El río Bann también fluye por las áreas del sudoeste del condado. Otros ríos de interés son el río Clanrye y el río Quoile.
Hay varias islas en la costa: la Isla Mew, la Isla Light House y la Isla Copeland (juntas, las Islas Copeland), conjunto situado al norte de la Península Ards. La Isla Gun está en la costa de Lecale. Además hay un gran número de pequeñas islas en Strangford Lough.

## Ciudades y pueblos
- Aghalee
- Annahilt
- Ballyaughlis
- Ballycarn
- Ballylesson
- Ballynadolly
- Ballyskeagh
- Carryduff
- Crossnacreevy
- Derriaghy
- Dromara
- Drumbeg
- Drumbo
- Drumlough
- Dundonald
- Dundrod
- Duneight
- Glenavy
- Halfpenny Gate
- Halftown
- Hillhall
- Hillsborough and Culcavy
- Kesh Bridge
- Legacurry
- Lisburn
- Long Kesh
- Lower Ballinderry
- Lower Broomhedge
- Lurganure
- Lurganville
- Maghaberry
- Magheraconluce
- Milltown
- Moira
- Moneyreagh
- Morningside
- Newtownbreda
- Ravernet
- Ryan Park
- St. James
- Stoneyford
- Tullynacross
- Upper Ballinderry
- Upper Broomhedge